# Oberösterreichisches Landes-Sportehrenzeichen
Das Oberösterreichische Landes-Sportehrenzeichen ist ein Ehrenzeichen des Landes Oberösterreich für aktive Sportler sowie Funktionäre. Es besteht seit 1953 und wird in den Stufen Gold, Silber und Bronze verliehen. Für aktive Sportler kann zudem eine Anerkennung ausgesprochen werden. Die Verleihung des Ehrenzeichens erfolgt einmal jährlich.

## Ehrenzeichen für Funktionäre
Das Landes-Sportehrenzeichen in Bronze wird für mindestens 10-jährige verantwortungsvolle Funktionärstätigkeit im Sportbereich verliehen. Für ein Ehrenzeichen in Silber sind mindestens 15-jährige Funktionärstätigkeit in führender Position notwendig, eine Verleihung in Gold erfolgt nach mindestens 20-jährige Funktionärstätigkeit in führender Position.

## Ehrenzeichen für aktive Sportler
Die Landes-Sportehrenzeichen werden bei aktiven Sportlern für sportliche Erfolge in den Stufen Bronze, Silber und Gold verliehen. Darüber hinaus können Sportler, denen bereits das Sport-Ehrenzeichen in Gold verliehen wurde mit einer Anerkennung ausgezeichnet werden.

## Verleihungen (Auszug)
- 2005[2]
  - 113 Funktionäre: 51 Bronze, 30 Silber, 32 Gold
  - 139 Aktive Sportler: 68 Bronze, 31 Silber, 12 Gold, 28 Anerkennungen
- 2011[3]
  - 148 Funktionäre: 65 Bronze, 44 Silber, 39 Gold
  - 194 Aktive Sportler: 99 Bronze, 41 Silber, 27 Gold, 27 Anerkennungen
- 2020 + 2021 (Corona)[4]
  - Funktionäre:  Bronze,  136 Silber +  Gold
  - Aktive Sportler:  Bronze, 60 Silber + Gold
- 2022[5][6]
  - 108 Funktionäre: 34 Bronze, 37 Silber, 37  Gold
  - 193 Aktive Sportler: 151 Bronze, 29 Silber, 13 Gold
- 2023[7]
  - 112 Funktionäre: 43 Bronze, 39 Silber,  30 Gold
  - 149 Aktive Sportler: 93 Bronze, 42 Silber, 14 Gold